# Chemical Senses
Chemical Senses, abgekürzt Chem. Senses, ist eine wissenschaftliche Fachzeitschrift, die vom Oxford-University-Press-Verlag veröffentlicht wird. Die Zeitschrift ist das offizielle Publikationsorgan der European Chemoreception Research Organization, der Association for Chemoreception Sciences und der Japanese Association for the Study of Taste and Smell. Sie erscheint mit neun Ausgaben im Jahr und veröffentlicht Arbeiten, die sich mit der Wahrnehmung von Chemikalien durch Mensch und Tier beschäftigen.
Der Impact Factor lag im Jahr 2014 bei 3,157. Nach der Statistik des ISI Web of Knowledge wird das Journal mit diesem Impact Factor in der Kategorie Physiologie an 24. Stelle von 83 Zeitschriften, in der Kategorie Neurowissenschaften an 108. Stelle von 252 Zeitschriften, in der Kategorie Verhaltensforschung an 15. Stelle von 51 Zeitschriften und in der Kategorie Lebensmittelwissenschaft und -technologie an elfter Stelle von 123 Zeitschriften geführt.